# Нагасаки (оратория Шнитке)
«Нагасаки» — оратория Альфреда Шнитке, его выпускное сочинение в Московской консерватории, написанное в 1958 году. Примерная продолжительность звучания 40 минут.

## Структура произведения
Оратория написана для меццо-сопрано, смешанного хора, симфонического оркестра и органа. Произведение состоит из пяти частей. В первой части использована русская поэзия (Анатолий Софронов), в трёх последующих — японская (Тосон Симадзаки, Ёнэда Эйсаку). Для пятой части написал текст Георгий Фере. В первоначальной редакции было на одну часть больше, часть, следовавшая за первой, была изъята композитором при подготовке к записи 1959 года.
1. Нагасаки — город скорби. Andante sostenuto. Poco pesante
2. Утро. Allegretto аttасса
3. В этот тягостный день… L’istesso tempo
4. На пепелище. Andante
5. Солнце мира. Andante sostenuto

Состав оркестра: струнные; 4 флейты (включая 2 пикколо), 4 гобоя (включая 1 английский рожок), 4 кларнета (включая 1 малый и 1 басовый кларнеты), 4 фагота (включая контрафагот); 8 труб, 4 валторны, 4 тромбона, 2 тубы; ударные (5-6 литавр, треугольник, леньо, малый барабан, тарелки, большой барабан, тамтам, вибрафон, терменвокс, колокольчики, клавишные, колокола); челеста, фортепиано; 2 арфы.

## История создания и исполнения
Как вспоминал Альфред Шнитке,
Жанр был назван не мною, а определен сверху. Я не хотел писать, тем более что и не любил этот жанр, но так как все равно был вынужден подчиниться, то собирался сочинить кантату на стихотворение Слуцкого «Кёльнская яма».
Учитель Шнитке в консерватории Евгений Голубев не одобрил этот выбор и порекомендовал взять за основу оратории стихотворение Анатолия Софронова «Нагасаки», опубликованное в том же выпуске альманаха «День поэзии» за 1956 год. Шнитке посчитал, что это стихотворение «очень бледное и очень плохое», но затем вернулся к нему (использовав не полностью), поскольку счёл, что при такой теме это не столь важно. Для содержательного и стилевого контраста Шнитке взял для последующих частей стихотворения из вышедшего в 1956 году сборника переводов с японского, подготовленного Верой Марковой и Анной Глускиной. Финал первоначально носил чисто инструментальный характер, затем к нему написал подходящий к случаю текст знакомый Шнитке Георгий Фере, сын композитора Владимира Фере.
При подготовке к публичному исполнению оратории Шнитке по совету Голубева изменил финал на более оптимистический, дописав для него новую тему. После этого оратория получила положительный отзыв Дмитрия Шостаковича (полагавшего, однако, что первоначальный вариант финала был лучше), была в 1959 году записана Симфоническим оркестром Московского радио (дирижёр Альгис Жюрайтис, солистка Нина Поставничева) и транслировалась на Японию радиостанцией «Голос России». Вслед за этим, однако, произведение Шнитке подверглось разносу на пленуме правления Союза композиторов СССР вместе с произведениями Арво Пярта, Яана Ряэтса и Джона Тер-Татевосяна: по словам Шнитке, среди обвинений были «экспрессионизм, подражание, забвение реализма и так далее». При этом, признавался впоследствии Шнитке, «это было типично незрелое сочинение. Но вместе с тем оно было абсолютно честным». Дебаты в Союзе композиторов выплеснулись на страницы профессиональных изданий: так, музыковед Юрий Корев посвятил оратории специальную статью с развёрнутым анализом, усматривая в ней как композиционные просчёты, так и идейные недочёты («прошедшие полтора десятилетия внесли громадные исторические изменения в жизнь народов земного шара. Выросло и приобрело всесокрушающую мощь движение сторонников мира»), однако в конечном итоге заключая, что с этим произведением «непременно надо познакомить слушателей», — этого, впрочем, не произошло.
Первое публичное исполнение оратории состоялось 23 ноября 2006 года в Кейптауне, спустя восемь лет после смерти Шнитке, и стало центральным событием первого летнего фестиваля Кейптаунского филармонического оркестра. Оркестром дирижировал Оуэн Арвел Хьюз, назначенный после этого его художественным руководителем, партию солистки исполнила Ханнели Руперт. В следующем году этот же состав осуществил первую коммерческую запись произведения для шведской звукозаписывающей компании BIS Records.
В Москве оратория вновь прозвучала 17 сентября 2019 года, к 85-летию композитора, открыв XV Международный осенний хоровой фестиваль имени Б. Г. Тевлина в Большом Зале Московской Консерватории.

## Характеристика музыки
Сам Шнитке видел структурной основой работы нагромождение фугато, а также «линеарную тональность и атональные эпизоды, строившиеся на многозвучных аккордах», отсылавшие к находкам Белы Бартока и Шостаковича. Советские музыковеды фокусировали внимание на эмоциональной стороне работы, указывая, что в нём «состояние жуткой странности, внечеловечности происходящего передано непредугаданно-асимметричной ритмикой». Для более поздних специалистов важно, что «траурная торжественность пролога прямо отсылает к баховским „Страстям по Матфею“, но тип мелодизма напоминает скорее Мясковского, хотя вскоре на первый план выходит влияние Орфа».